# Bahnstrecke Kobierzyce–Piława Górna
| Streckennummer: | 310                  |                                                    |                                                  |
| Kursbuchstrecke: | 125f (1934)          |                                                    |                                                  |
| Streckenlänge: | 33,395 km            |                                                    |                                                  |
| Spurweite: | 1435 mm (Normalspur) |                                                    |                                                  |
| |                      |                                                    |                                                  |
| \| \| \| von Wrocław (Breslau) \| \| \| \| 0,000 \| Kobierzyce (Koberwitz/Rößlingen) \| 144 m \| \| \| \| nach Sobótka Zachodnia (Ströbel) \| \| \| \| \| Landesstraße 8 \| \| \| \| 3,543 \| Szczepankowice (Schönbankwitz/Schönlehn) \| 144 m \| \| \| 5,601 \| Budziszów (Buchwitz/Buchen (Niederschles)) \| 153 m \| \| \| 8,684 \| Pustków Wilczowski (Stein) \| 152 m \| \| \| 10,395 \| Wilczkowice (Wiltschkowitz/Wolfskirch) \| 150 m \| \| \| 13,607 \| Jordanów Śląski (Jordansmühl) \| 152 m \| \| \| \| Landesstraße 8 \| \| \| \| 17,965 \| Trzebnik (Trebnig) \| 179 m \| \| \| 21,128 \| Łagiewniki Dzierżoniowskie (Heidersdorf) seit 1898 \| 181 m \| \| \| \| \| \| \| \| \| Landesstraße 8 \| \| \| \| \| Landesstraße 39 \| \| \| \| \| \| \| \| \| \| Heidersdorf bis 1898 \| \| \| \| \| nach und von Strzelin (Strehlen) \| \| \| \| 24,174 \| Przystronie Śląskie (Pristram/Breitental (Schles)) \| 193 m \| \| \| \| Landesstraße 8 \| \| \| \| 27,296 \| Wilków Wielki (Groß Wilkau) \| 189 m \| \| \| \| Landesstraße 8 \| \| \| \| 29,867 \| Niemcza (Nimptsch) \| 199 m \| \| \| 33,939 \| Przerzeczyn-Zdrój (Neudorf-[Bad] Dirsdorf) \| 258 m \| \| \| \| Landesstraße 8 \| \| \| \| \| von Ząbkowice Śląskie (Frankenstein (Schles)) \| \| \| \| 39,395 \| Piława Górna (Gnadenfrei) \| 304 m \| \| \| \| nach Dzierżoniów Śląski (Reichenbach (Eulengeb)) \| \| |                      |                                                    |                                                  |
| Strecke |                      | von Wrocław (Breslau)                              | von Wrocław (Breslau)                            |
| ehemaliger Bahnhof | 0,000                | Kobierzyce (Koberwitz/Rößlingen)                   | 144 m                                            |
| Abzweig ehemals geradeaus und nach rechts |                      | nach Sobótka Zachodnia (Ströbel)                   | nach Sobótka Zachodnia (Ströbel)                 |
| Bahnübergang (Strecke außer Betrieb) |                      | Landesstraße 8                                     | Landesstraße 8                                   |
| Bahnhof (Strecke außer Betrieb) | 3,543                | Szczepankowice (Schönbankwitz/Schönlehn)           | 144 m                                            |
| Bahnhof (Strecke außer Betrieb) | 5,601                | Budziszów (Buchwitz/Buchen (Niederschles))         | 153 m                                            |
| Bahnhof (Strecke außer Betrieb) | 8,684                | Pustków Wilczowski (Stein)                         | 152 m                                            |
| Haltepunkt / Haltestelle (Strecke außer Betrieb) | 10,395               | Wilczkowice (Wiltschkowitz/Wolfskirch)             | 150 m                                            |
| Bahnhof (Strecke außer Betrieb) | 13,607               | Jordanów Śląski (Jordansmühl)                      | 152 m                                            |
| Strecke mit Straßenbrücke (Strecke außer Betrieb) |                      | Landesstraße 8                                     | Landesstraße 8                                   |
| Bahnhof (Strecke außer Betrieb) | 17,965               | Trzebnik (Trebnig)                                 | 179 m                                            |
| Bahnhof (Strecke außer Betrieb) | 21,128               | Łagiewniki Dzierżoniowskie (Heidersdorf) seit 1898 | 181 m                                            |
| Abzweig geradeaus und nach links (Strecke außer Betrieb) · Strecke von rechts (außer Betrieb) |                      |                                                    |                                                  |
| Bahnübergang (Strecke außer Betrieb) · Bahnübergang (Strecke außer Betrieb) |                      | Landesstraße 8                                     | Landesstraße 8                                   |
| Bahnübergang (Strecke außer Betrieb) · Bahnübergang (Strecke außer Betrieb) |                      | Landesstraße 39                                    | Landesstraße 39                                  |
| Abzweig geradeaus und von links (Strecke außer Betrieb) · Abzweig geradeaus und von rechts (Strecke außer Betrieb) |                      |                                                    |                                                  |
| Strecke (außer Betrieb) · Bahnhof (Strecke außer Betrieb) |                      | Heidersdorf bis 1898                               | Heidersdorf bis 1898                             |
| Strecke (außer Betrieb) · Strecke nach links (außer Betrieb) |                      | nach und von Strzelin (Strehlen)                   | nach und von Strzelin (Strehlen)                 |
| Bahnhof (Strecke außer Betrieb) | 24,174               | Przystronie Śląskie (Pristram/Breitental (Schles)) | 193 m                                            |
| Strecke mit Straßenbrücke (Strecke außer Betrieb) |                      | Landesstraße 8                                     | Landesstraße 8                                   |
| Bahnhof (Strecke außer Betrieb) | 27,296               | Wilków Wielki (Groß Wilkau)                        | 189 m                                            |
| Strecke mit Straßenbrücke (Strecke außer Betrieb) |                      | Landesstraße 8                                     | Landesstraße 8                                   |
| Bahnhof (Strecke außer Betrieb) | 29,867               | Niemcza (Nimptsch)                                 | 199 m                                            |
| Bahnhof (Strecke außer Betrieb) | 33,939               | Przerzeczyn-Zdrój (Neudorf-[Bad] Dirsdorf)         | 258 m                                            |
| Bahnübergang (Strecke außer Betrieb) |                      | Landesstraße 8                                     | Landesstraße 8                                   |
| Abzweig ehemals geradeaus und von links |                      | von Ząbkowice Śląskie (Frankenstein (Schles))      | von Ząbkowice Śląskie (Frankenstein (Schles))    |
| Bahnhof | 39,395               | Piława Górna (Gnadenfrei)                          | 304 m                                            |
| Strecke |                      | nach Dzierżoniów Śląski (Reichenbach (Eulengeb))   | nach Dzierżoniów Śląski (Reichenbach (Eulengeb)) |

Die Bahnstrecke Kobierzyce–Piława Górna (Koberwitz–Gnadenfrei) ist eine ehemalige Eisenbahnstrecke in der polnischen Woiwodschaft Niederschlesien.

## Verlauf
Die Strecke begann im Bahnhof Kobierzyce (Koberwitz/Rößlingen) an der heute nur noch im Güterverkehr betriebenen Bahnstrecke Wrocław–Jedlina-Zdrój und verlief südwärts über Łagiewniki Dzierżoniowskie (Heidersdorf; km 21,128), den Endpunkt der größtenteils stillgelegten Bahnstrecke Brzeg–Łagiewniki Dzierżoniowskie, und Niemcza (Nimptsch; km 29,867) nach Piława Górna (Gnadenfrei; km 39,395) an der Bahnstrecke Katowice–Legnica. 
Die Strecke war eingleisig und nicht elektrifiziert.

## Geschichte
Der Abschnitt Heidersdorf–Nimptsch wurde als erster Abschnitt am 15. Oktober 1884 von den Preußischen Staatseisenbahnen als Verlängerung der Strecke aus Strehlen eröffnet. Zehn Jahre später, am 15. November 1894, wurde die nicht einmal zehn Kilometer lange Lücke zwischen Nimptsch und dem seit 1858 bestehenden Bahnhof Gnadenfrei an der Strecke von Camenz (Schles) nach Liegnitz geschlossen. Der Abschnitt Heidersdorf–Koberwitz wurde am 1. Oktober 1898 in Betrieb genommen. Im Zuge dessen wurde der Bahnhof Heidersdorf verlegt. Zuvor war er ein Durchgangsbahnhof in der Relation Strehlen–Gnadenfrei, nun in der Relation Koberwitz–Gnadenfrei.
Nachdem die Strecke mit Ende des Zweiten Weltkriegs und der Angliederung des größten Teils Schlesiens an Polen zu den Polnischen Staatseisenbahnen gelangt war, wurde der Personenverkehr zum 11. Februar 1996 eingestellt, die Strecke zwischen 1996 und 2000 stillgelegt.